# Visa Cash
Visa Cash 是由VISA公司推出的接觸式智能卡電子貨幣，主要用於小額交易。 
Visa Cash 曾在不同地區推出，包括中國大陸、台灣、香港、泰國及英國利兹。
卡的尺寸與普通銀行卡或信用卡無異，上裝有智能卡晶片。使用前須先在特定的自動櫃員機充值；使用時只須插入零售商的讀卡機及按鍵確定，毋須輸入密碼。
另外 VISA 公司的對手 MasterCard 亦有類似的產品 Mondex，同樣使用接觸式智能卡技術。
在香港，由於同時期已有交易時間較短，使用亦較方便的八達通，Visa Cash 出現不久就消聲匿跡。香港運輸署亦曾試驗以 Visa Cash 和 Mondex 代替易泊卡，但現亦已改用八達通。
在泰國，7-eleven便利店發售和接納帶有接觸式+非接觸式智能卡晶片及磁帶的Visa Cash卡，惟磁帶並無法直接在任何ATM或POS使用。

## 另見
- Visa payWave

## 外部連結
- VisaCash.org（页面存档备份，存于） 有關 Visa Cash 歷史的網站